# Europamästerskapen i fälttävlan 1979
Europamästerskapen i fälttävlan 1979 arrangerades i Luhmülen, Västtyskland. Tävlingen var den 14:e upplagan av europamästerskapen i fälttävlan.

## Resultat
| Placering | Ryttare           | Häst             | Land |
| --------- | ----------------- | ---------------- | ---- |
| 1         | Nils Haagensen    | Monaco           | DEN  |
| 2         | Rachel Bayliss    | Gurgle The Greek | GBR  |
| 3         | Rüdiger Schwarz   | Power Game       | FRG  |
| 26        | Jonas Hugosson    | Colombey         | SWE  |
| 33        | Sven-Åke Lindberg | Rick             | SWE  |

| Placering | Land           |
| --------- | -------------- |
| 1         | Irland         |
| 2         | Storbritannien |
| 3         | Frankrike      |